# Старокульшаріповська сільська рада
Старокульшарі́повська сільська рада (рос. Старокульшариповский сельский совет) — сільське поселення у складі Асекеєвського району Оренбурзької області Росії.
Адміністративний центр — село Старокульшаріпово.

## Населення
Населення — 1042 особи (2019; 1295 в 2010, 1423 у 2002).

## Склад
До складу сільської ради входять:
| Населений пункт         | Населення, осіб (2002) | Населення, осіб (2010) |
| ----------------------- | ---------------------- | ---------------------- |
| Мулланур, селище        | 235                    | 190                    |
| Новокульшаріпово, село  | 193                    | 192                    |
| Старокульшаріпово, село | 995                    | 913                    |